# Постников, Виктор Иванович
Виктор Иванович Постников — советский хозяйственный, государственный и политический деятель, Герой Социалистического Труда.

## Биография
Родился в 1924 году в селе Привольное. Член КПСС с 1948 года.
Участник Великой Отечественной войны. С 1944 года — на хозяйственной, общественной и политической работе. В 1944—1991 гг. — весовщик колхоза, начальник административно-хозяйственной части Красногвардейского райвоенкомата Ставропольского края, заведующий Красногвардейским районным отделом социального обеспечения, заместитель председателя Благодарненского районного совета народных депутатов, секретарь, второй секретарь Благодарненского райкома КПСС, инструктор Ставропольского крайкома КПСС, первый секретарь Приютненского райкома КПСС, первый секретарь Сарпинского райкома КПСС Калмыцкой АССР, первый заместитель Председателя Совета Министров Калмыцкой АССР, директор треста «Птицепром», генеральный директор бройлерного объединения «Ставропольское».
Указом Президиума Верховного Совета СССР от 29 августа 1986 года присвоено звание Героя Социалистического Труда с вручением ордена Ленина и золотой медали «Серп и Молот».
Избирался депутатом Верховного Совета РСФСР 10-го и 11-го созывов, народным депутатом СССР.
Умер в Ставрополе в 1998 году.